# Емили Кери
Емили Кери (на английски: Emily Cary) е американска писателка на произведения в жанра любовен роман.

## Биография и творчество
Емили Маршъл Причард Кери е родена на 6 септември 1931 г. в Питсбърг, Пенсилвания, САЩ. Израства в град Квакертаун, Пенсилвания. Завършва с отличие университета на Пенсилвания със специалности английски език и антропология, и втора специалност по музика.
Работи като преподавател в Питсфорд, щат Ню Йорк, Шорт Хилс, Ню Джърси и Феърфакс, Вирджиния. Завършва следдипломно обучение по археология, околна среда, образование и комуникации. Като талантлив преподавател тя достига до финалите на проекта на НАСА „Учител в космоса“ като участник от Вирджиния. Като член на почетната организация „Alpha Delta Kappa“ я представя през 1993 г. на Световната конференция на организациите на учителската професия в Стокхолм, Швеция.
От 1980 г. пише статии за музика, образование, пътувания и парапсихология в множество периодични издания от национален мащаб.
Член е на организацията на писателите от Вирджиния, докато се премества в Аризона. Член е на дамския клуб „Alpha Omega Chi“ и на организацията на Дъщерите на американската революция.
През 1979 г. е издаден първия ѝ любовен роман „Червенокосата“, който става бестселър.
През 1999 и 2000 г. издава две документални книги за фамилията Причард.
Емили Кери живее в Скотсдейл, Аризона.

## Произведения

### Самостоятелни романи
- The Ghost of Whitaker Mountain (1979)
Червенокосата, изд. „Атика“ (1994), прев. Мария Нейкова
- The Treasure of Juniper Junction (2006)
- The Loudoun Legacy (2007)
- Peril in Patagonia (2009)
- The Pembroke Path (2012)
- My High Love Calling (2013)

### Документалистика
- The Pritchard Family History (1999)
- Duet-Two Account of the Pritchard-Stuart Heritage (2000)